# 大原真室
大原 真室（おおはら の まむろ）は、平安時代初期から前期にかけての貴族。駿河守・大原今城の曾孫で、大和介・大原真甘の子とする系図がある。官位は従五位上・肥後権介。

## 経歴
嘉祥3年（850年）文徳天皇の即位後に従五位下に叙爵する。その後、仁寿3年（853年）三河介、斉衡2年（855年）肥後介と文徳朝半ばから地方官を歴任する。
清和朝に入っても、天安3年（859年）肥後権介と引き続き地方官を務めた。その後散位となり、貞観10年（868年）従五位上に至る。

## 官歴
『六国史』による。
- 時期不詳：正六位上
- 嘉祥3年（850年） 4月17日：従五位下
- 仁寿3年（853年） 正月16日：三河介
- 斉衡2年（855年） 正月15日：肥後介
- 斉衡3年（856年） 9月27日：肥後介
- 天安3年（859年） 正月13日：肥後権介
- 貞観10年（868年） 正月7日：従五位上

## 系譜
- 父：大原真甘[1]
- 母：不詳
- 生母不明の子女
  - 男子：大原安雄[1]
  - 女子：大原全子[1][2] - 嵯峨天皇後宮